# David Miller (tenor)
David Leigh Miller (Califòrnia, 14 d'abril de 1973), conegut com a David Miller és un cantant líric estatunidenc amb un registre vocal de tenor. És un dels quatre cantants contemporanis que conformen des de 2004 el quartet vocal de crossover de música clàssica Il Divo, famós tant al món de l'òpera com en altres múltiples gèneres musicals.

## Biografia
Va néixer el 14 d'abril de 1973 a San Diego, Califòrnia, però va créixer a Littleton, Colorado. Té tres germanes i és el menor dels quatre. El 2010 a Nova York va contreure matrimoni amb la soprano Sarah Joy Kabanuck, que en contreure matrimoni amb David va adquirir el cognom com Sarah Joy Miller.
Entre la seva música favorita es troba el techno, drum and bass, el hardcore, Eminem, Björk o The Prodigy entre d'altres.

## Trajectòria musical

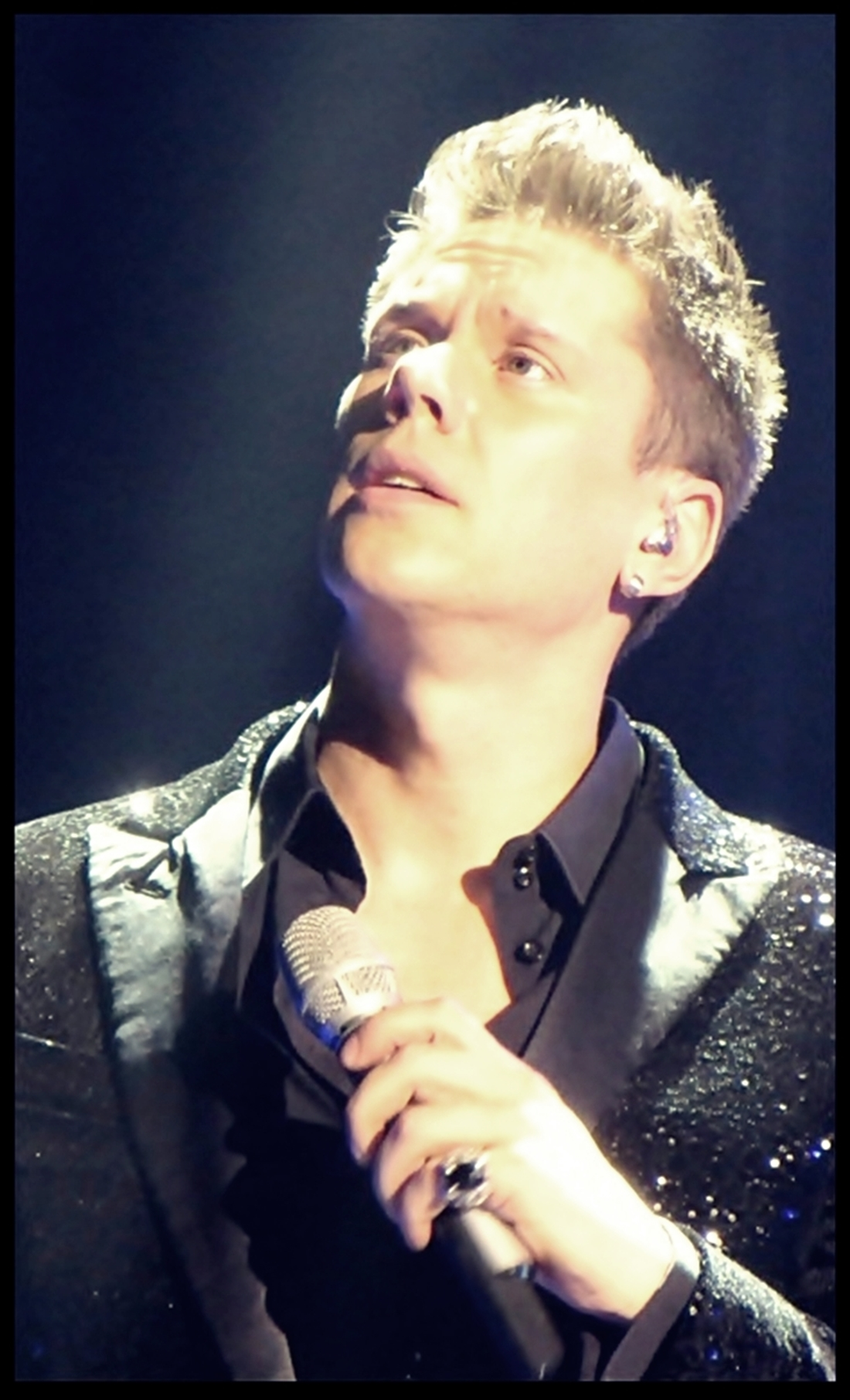
David Miller

### Òpera
Des de molt primerenca edat, va participar en diverses obres musicals a l'escola. Va assistir al Oberlin Conservatory, a Ohio, on es va graduar amb una llicenciatura en Interpretació Vocal i Teatre d'Òpera amb qualificacions excel·lents. Després dels seus estudis, va ser artista resident de l'òpera de Pittsburgh i va cantar com a veu principal amb algunes de les companyies d'òpera més importants d'Amèrica, Austràlia i Europa.
El 6 de maig de 1998 va cantar, al costat d'altres nois, per al president Bill Clinton a la Casa Blanca. El 1999 va actuar en el Teatre municipal Santiago de Xile com Tybalt en la producció de Bellini de I Capuleti e i Montecchi a la Festa de Savonlinna juntament amb l'òpera de Los Angeles. La temporada 2000-2001 va interpretar el paper de Percy en Anne Bolene de Donizetti en Pittsburgh amb Juan Mauceri.
Miller es va iniciar en l'òpera flamenca com Cassio durant 2001 i 2002. Als EUA va participar en Els contes de Hoffmann a Hartford (Connecticut). Va treballar amb diverses companyies nord-americanes interpretant diversos papers, incloent Des Grieux a Manon; Romeo a Romeo et Juliette; Werther; Alfredo a La Traviata; Tamino a La flauta màgica i amb molt bones crítiques i molt èxit a La Scala de Milà l'any 2000 amb el seu paper com Tony a West Side Story.
El seu millor treball operístic s'ha reconegut en el seu paper com Rodolfo el 2002-2003 a la versió de Baz Luhrmann de la Boheme de Puccini. Aquest espectacle de teatre va modernitzar l'òpera, intentant atreure a audiències joves a Broadway.
David estava a punt de fer el seu debut a la New York Metropolitan Opera quan li van proposar unir-se a Il Divo. L'any 2004, Miller signa el seu contracte per ser membre de l'avui quartet musical Il Divo.

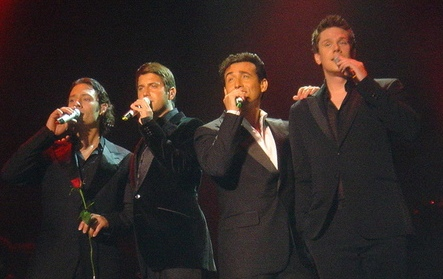
Il Divo a Singapur en 2007. En la fotografia (esq. a der.) Urs Bühler, Sébastien Izambard, Carlos Marín i David Miller

Lluny d'haver donat l'esquena a l'òpera, David segueix tractant d'encaixar compromisos operístics en la seva agenda cada vegada que Il Divo l'hi permet.

### Il Divo
Il Divo és un grup musical que conjunta la lírica i la música culta amb el pop i altres gèneres musicals; l'estil denominat a nivell internacional com crossover clàssic. El grup està comprès per un quartet vocal de cantants masculins: el tenor suís Urs Bühler, el baríton espanyol Carlos Marín, el tenor nord-americà David Miller i Sébastien Izambard.
Des del seu origen Il Divo ha gaudit d'un gran beneplàcit a nivell mundial, venent fins a la data de 2015, més de 28 milions de còpies en discos a tot el món i conquerint més de 160 discos d'or i platí a 35 països instaurant una revolució en la música clàssica i a tot el panorama musical, legitimant un nou estil musical, l'anomenat Òpera-Pop o Pópera dins del gènere de crossover clàssic.
En honor de la bona música, a l'esforç i al talent; en 2011 li van atorgar el premi al «Artist of the Decade» (Millor Artista de la Dècada) en els premis Classic Brit Awards celebrats al Royal Albert Hall de Londres i entre d'altres, el 2015 el «Premi Clàssic PPL» en els premis Silver Clef Award.
Il Divo ha esdevingut un grup internacional de referència, ja que el 2005 va arribar a ser el primer grup de crossover clàssic en la història a aconseguir el primer lloc en la llista de Billboard 200 nord-americà. A Amèrica van aconseguir amb el seu àlbum debut «Il Divo», ser el primer grup britànic que ha entrat en el número 1 de les llistes i amb «The Promise» van aconseguir batre el rècord de vendes en la primera setmana. Els quatre primers discos, «Il Divo», «Ancora», «Siempre» i «The Promise» van aconseguir 50 posicions número 1 en les llistes d'àlbums a nivell internacional. A Espanya, Il Divo també forma part de les majors vendes en espanyol. El 2006 van ser registrats en el Llibre Guinness dels Rècords com el projecte internacional de pop de més èxit comercial de la història. Aquest mateix any van entrar a la llista dels discos més venuts al món, amb 5.000.000 d'exemplars en tan sols el 2006. En els escenaris de tot el món també van tenir un gran èxit, ja que van vendre més de dos milions d'entrades de concerts tan sols dels seus quatre primers discos i en la seva primera gira mundial les entrades es van esgotar en 69 ciutats de 18 països.
El grup va ser projectat i associat l'any 2003 pel productor musical Cowell per a la discogràfica Syco Music. Cowell, va batejar el grup com Il Divo, una paraula italiana que significa "Artista Diví". El quartet destaca per la seva barreja musical d'òpera (cant líric i música culta) amb temes de diferents gèneres com la música llatina, musicals, boleros, folklore, música sacra, i per la interpretació de cançons emblemàtiques com «Regresa a mí», primer single del grup; «Senza catene» reescrita i versionada per Il Divo en italià de l'original «Unchained Melody»; «Avemaria» de Franz Schubert; «Adagio d'Albinoni»; «Memory», «Don't cry for me Argentina»; «Con te partirò»; «My Way»; «I Will Always Love You» o les oscaritzades bandes sonores: «Over The Rainbow»; «If You Love Me»; «Falling Slowly»; «Can You Feel the Love Tonight» o «My Heart Will Go On», o els temes originals Il Divo com «Come Primavera», «Isabel», «Angelina», «La Vida Sin Amor», «La Promessa» o «Mama».

## Discografia

### Òpera
1. 2002 - Baz Luhrmanns - La Bohème (Broadway)